# Жоравка, Лукьян Иванович
Лукья́н Ива́нович Жора́вка (укр. Лук'ян Іванович Жоравка) (16?? — 1719 год) — хозяин (господарь) Батуринского замка (1690 год), сотник новгородсеверский в 1696—1709 годах, стародубский полковник в 1709—1719 годах.

## Биография
Лукьян Иванович сын новгородсеверского городового атамана Ивана Тимофеевича Жоравченко.
Во время Северной войны, когда шведские войска двинулись в глубь России, среди казаков, которые помогали русским войскам и принимали участие в обороне Новгорода-Северского был Лукьян Жоравка. За помощь, оказанную русским войскам, казаки Погребков Лукьян Жоравка, Павло Худорбай и другие были отмечены Петром I званиями и наградами.
На место Ивана Скоропадского стародубским полковником был поставлен самим Петром Великим новгородсеверский сотник Лукьян Жоравка. По преданию, записанному автором «Истории Русов», Жоравка сдал царю Новгород-Северский, укреплённый Мазепой наравне с Батурином, и за то пожалован был стародубским полковником. Предание это основано, вероятно, на следующем факте: когда в октябре 1708 года шведы подошли к Новгород-Северску, шептаковский «дозорца» Быстрицкий послал одного из своих слуг к тамошнему сотнику с приказом, чтобы тот не велел стрелять по шведам, а приказал бы не пускать к себе в город русское войско, когда оно подойдёт к Новгород-Северску. В ответ на это распоряжение Жоравка слугу Быстрицкого отправил к Полуботку. За это доказательство верности Жоравка и поставлен был стародубским полковником.
Жоравка, по-видимому, родился в Новгороде-Северском. Старожилы новгородсеверского села Жоравки рассказывали в 1729 году, что село их поселено слободой Лукьяном Жоравкой, «когда он был у гетмана Мазепы господарем», причем вероятно надо понимать, что Жоравка был господарем «замка батуринского», каким был, например, в 1703 году Иван Чарныш. Из этого предания следует заключить, что Жоравка отличался той ловкостью, без которой в число приближённых слуг Мазепы попасть было трудно. Новгородсеверское сотничество, значит, дано было Мазепой Жоравке за его личную службу у гетмана.
Правил Стародубским полком Жоравка десять лет, до своей смерти в 1719 году. Правил он полком так же самовластно, как и все другие казачьи полковники времени Скоропадского; с одной стороны — бессилие гетманской власти, а с другой — поставление на полковничий уряд лично усмотрением царя, давали Жоравке полную свободу в его действиях, от чего было подано казаками много жалоб, разобранных по указанию Скоропадского генеральным бунчужным Я. Е. Лизогубом. 
Когда умер полковник Л. И. Жоравка, его место осталось вакантным, а наказным полковником Стародубским стал И. М. Чарнолузский и оставался им до февраля 1722 года, когда на его место был назначен Пётр Корецкий.

## Семья
У Лукьяна Жоравки было два сына — Григорий и Тимофей. Первый был женат на дочери Павла Полуботка, а второй — на дочери Андрея Лизогуба, который, в свою очередь, был зятем Михаила Миклашевского. У Григория сыновей не было, а Тимофей оставил одного сына Ивана, бывшего при Разумовском генеральным есаулом. Единственная дочь Ивана Жоравки, Наталья, вышла замуж за Ивана Даниловича Покорского, от которого и происходят род Покорские-Жоравки.